# Neus Sanmartí i Puig
Neus Sanmartí i Puig (Barcelona, 1943) és una professora i química catalana.
Va ser a l'escoltisme, i els anys 1971 al 1975 responsable general de l'associació escolta Guies Sant Jordi.
Es doctorà en ciències químiques a la Universitat de Barcelona i s'especialitzà en didàctica de les ciències. Va ser professora de l'Escola de Mestres Sant Cugat i actualment és catedràtica i professora emèrita del Departament de Didàctica de la Matemàtica i de les Ciències Experimentals de la Facultat de Ciències de l'Educació de la Universitat Autònoma de Barcelona. Del 2002 al 2008 va dirigir l'Institut de Ciències de l'Educació de la UAB.
Ha treballat especialment en recerca sobre l'avaluació formativa, el llenguatge amb relació a l'aprenentatge científic i l'educació ambiental, així com en la formació permanent del professorat de ciències. Ha col·laborat en obres col·lectives, ha dirigit diverses tesis doctorals sobre l'ensenyament de les ciències i ha publicat articles a les revistes Guix, Escola Catalana, Cuadernos de Pedagogía i Perspectiva Escolar. El 2009 va rebre la Creu de Sant Jordi de la Generalitat de Catalunya.